# Joan Baptista Lacomba i Garcia
Joan Baptista Lacomba i Garcia (Palma, 1934 - 22 de maig de 2022) fou un artista plàstic mallorquí i director de teatre.
Lacomba estudià dibuix i pintura a l'Escola Superior de Belles arts de Sant Jordi a Barcelona entre 1957 i 1962. Ha estat professor d'institut a diferents centres (Joan Alcover, de Palma; Menéndez Pidal, d’Avilés; Berenguer d’Anoia, d’Inca, i Guillem Sagrera, de Palma). La seva obra s'emmarca dins del surrealisme expressionista amb un concepte geomètric de la línia. La temàtica de les seves obres està relacionada amb les persones i el seu entorn. A l’obra escultòrica, hom hi troba petites peces fetes amb deixalles de fustes i obres de gran format fetes amb formigó armat.
S'ha reconegut l’obra i la trajectòria de Lacomba en distintes ocasions: amb el premi Francesc de Borja Moll del Govern de les Illes Balears, el premi Emili Darder (1995) de l'Obra Cultural Balear, el premi Ramon Llull (2009) del Govern de les Illes Balears, el premi de la II Gala de les Arts Escèniques del Consell Insular de Mallorca i el premi Fra Miquel Gual de l’Obra Cultural Balear. També l’han premiat en diversos certàmens de pintura i dibuix.